# Tour de Pologne 1981
38. edycja wyścigu kolarskiego Tour de Pologne odbyła się w dniach 3–11 lipca 1981. Rywalizację rozpoczęło 108 kolarzy, a ukończyło 67. Łączna długość wyścigu – 1194,9 km.
Pierwsze miejsce w klasyfikacji generalnej zajął Jan Brzeźny (Polska I), drugie Roman Cieślak (Start Piotrków), a trzecie Sławomir Podwójniak (Legia). 
Wyścig mimo trudności organizacyjnych (istniała możliwość odwołania touru) odbył się w obsadzie międzynarodowej. Startowało siedem zagranicznych ekip (Czechosłowacja, Francja, Holandia, Bułgaria, Kuba, RFN, NRD), natomiast z krajowej czołówki zabrakło Jankiewicza, Szurkowskiego, Michalaka i Koryckiego, a Szczepkowski i Mytnik wycofali się na początku wyścigu po kraksach. Objawieniem wyścigu był 19-letni kolarz Chemika Roman Jaskuła, który wygrał oba etapy jazdy na czas. Sędzią głównym wyścigu był Dariusz Godlewski.

## Etapy
| Etap      | Data     | Start - meta                         | Długość (km)              | Zwycięzca etapu  | Lider                |
| prolog    | 3 lipca  | Warszawa                             | 0,8                       | Hennie Van Lent  | Hennie Van Lent      |
| I etap    | 4 lipca  | Warszawa – Skierniewice              | 166                       | Adam Zagajewski  | Stanisław Grochowski |
| II etap   | 5 lipca  | Skierniewice – Wieluń                | 171                       | Tadeusz Krawczyk | Tadeusz Krawczyk     |
| III etap  | 6 lipca  | Wieluń – Częstochowa                 | 157                       | Krzysztof Sujka  | Stanisław Grochowski |
| IV etap   | 7 lipca  | Częstochowa - Kłobuck - Częstochowa  | 24,1 (jazda ind. na czas) | Roman Jaskuła    | Stanisław Grochowski |
| V etap    | 7 lipca  | Częstochowa - Kędzierzyn-Koźle       | 158                       | Tadeusz Krawczyk | Tadeusz Krawczyk     |
| VI etap   | 8 lipca  | Kędzierzyn-Koźle - Polanica-Zdrój    | 164                       | Andrzej Pajor    | Jan Brzeźny          |
| VII etap  | 9 lipca  | Woliborz - Głogów                    | 174                       | Tadeusz Krawczyk | Jan Brzeźny          |
| VIII etap | 10 lipca | Głogów - Zielona Góra                | 151                       | Lech Piasecki    | Jan Brzeźny          |
| IX etap   | 11 lipca | Zielona Góra - Piaski - Zielona Góra | 29 (jazda ind. na czas)   | Roman Jaskuła    | Jan Brzeźny          |

## Końcowa klasyfikacja generalna

### Klasyfikacja indywidualna
| Poz. | Zawodnik             | Kraj   | Zespół         | Czas (średnia km/h)       |
| ---- | -------------------- | ------ | -------------- | ------------------------- |
| 1.   | Jan Brzeźny          | Polska | Polska I       | 28h 52' 57" (41,371 km/h) |
| 2.   | Roman Cieślak        | Polska | Start Piotrków | +02' 28"                  |
| 3.   | Sławomir Podwójniak  | Polska | Legia          | +04' 13"                  |
| 4.   | Tadeusz Krawczyk     | Polska | Chemik         | +05' 32"                  |
| 5.   | Stanisław Grochowski | Polska | Legia          | +06' 41"                  |
| 6.   | Adam Zagajewski      | Polska | Polska II      | +06' 45"                  |
| 7.   | Mathias Vierke       | NRD    | NRD            | +07' 14"                  |
| 8.   | Andrzej Pajor        | Polska | Stal I         | +07' 26"                  |
| 9.   | Tadeusz Wojtas       | Polska | Polska I       | +09' 01"                  |
| 10.  | Janusz Pożak         | Polska | LZS I          | +10' 53"                  |

### Klasyfikacja drużynowa
| 1. | Polska I                | 86h 54' 31" |
| 2. | Stal I (Dolmel Wrocław) | +11' 42"    |
| 3. | NRD                     | +14' 49"    |
| 4. | Legia                   | +19' 19"    |
| 5. | Polska II               | +20' 17"    |

### Klasyfikacja najaktywniejszych
| 1. | Stanisław Grochowski | Polska         | 14 pkt |
| 2. | Roman Cieślak        | Polska         | 13 pkt |
| 3. | Radosław Serafin     | Polska         | 5 pkt  |
| 4. | Miroslav Sroba       | Czechosłowacja | 5 pkt  |
| 5. | Marek Kulesza        | Polska         | 4 pkt  |

### Klasyfikacja górska
| 1. | Roman Cieślak       | Polska | 25 pkt |
| 2. | Adam Zagajewski     | Polska | 20 pkt |
| 3. | Sławomir Podwójniak | Polska | 19 pkt |
| 4. | Mathias Vierke      | NRD    | 14 pkt |
| 5. | Zdzisław Komisaruk  | Polska | 14 pkt |

### Klasyfikacja punktowa
(od 2005 roku koszulka granatowa)
| 1. | Tadeusz Krawczyk     | Polska | 51 pkt  |
| 2. | Falk Boden           | NRD    | 115 pkt |
| 3. | Stanisław Grochowski | Polska | 158 pkt |
| 4. | Janusz Pożak         | Polska | 165 pkt |
| 5. | Roman Cieślak        | Polska | 165 pkt |